# Waiter !
Pour plus de détails, voir Fiche technique et Distribution.
Waiter ! (Ober) est un film néerlandais réalisé par Alex van Warmerdam et sorti en 2006. Il raconte l'histoire d'Edgar, un serveur insatisfait de sa vie et des embûches mises sur son chemin par le scénariste qui écrit son histoire. La première mondiale eut lieu au Festival international du film de Toronto le 10 septembre 2006. Film d'ouverture du Festival du cinéma néerlandais d'Utrecht, il y reçut deux Veaux d'or : le prix du meilleur scénario et celui des meilleurs décors.

## Synopsis

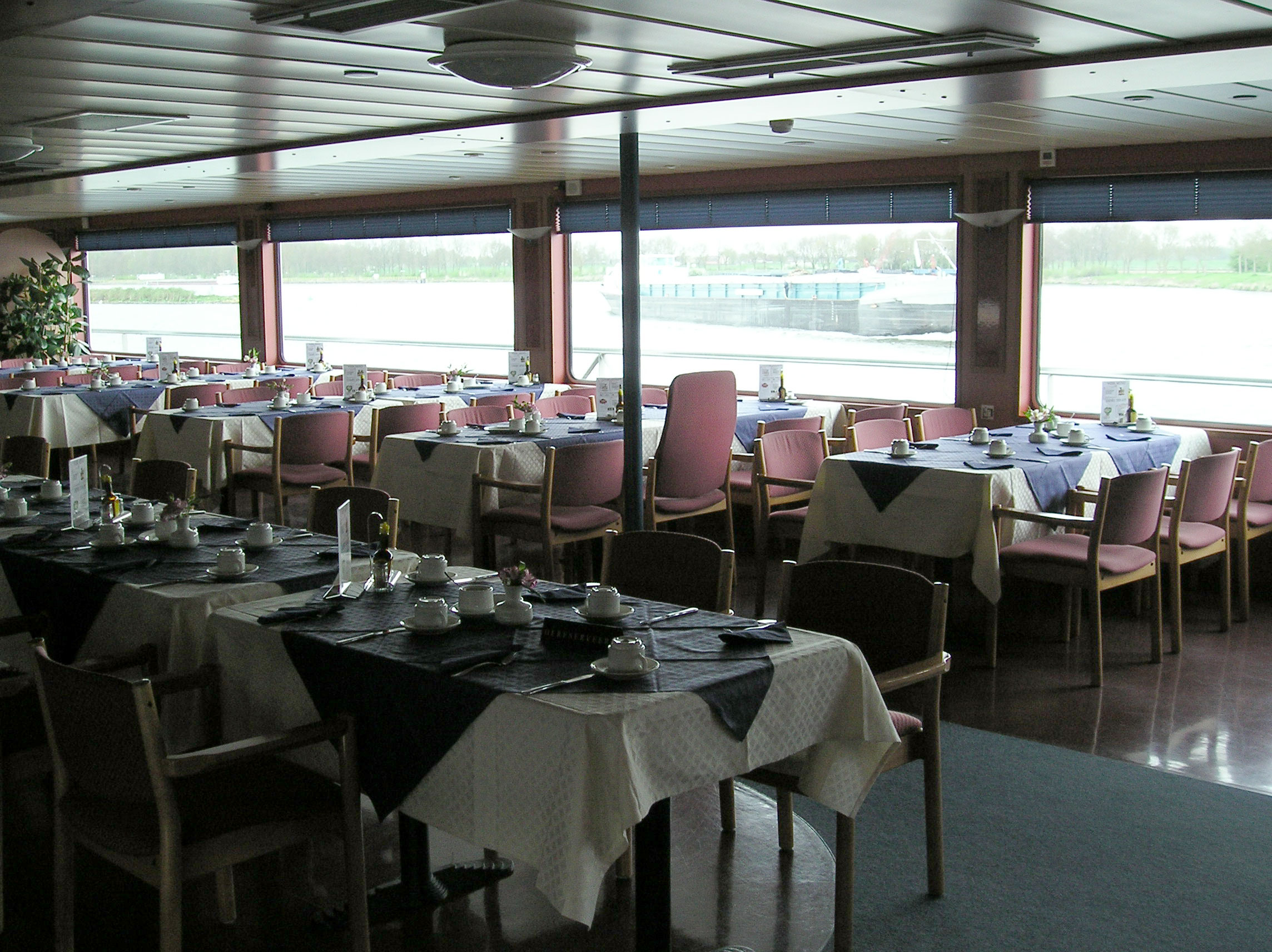
Edgar travaille dans un restaurant assez banal.

Edgar (Alex van Warmerdam) travaille comme serveur dans un restaurant assez banal. Âgé d'une cinquantaine d'années, sa vie est assez terne voire pénible : sa femme, Ilse (Sylvia Poorta), malade le traite comme un moins que rien, ses clients peuvent se montrer violents avec lui, ses voisins lui rendent la vie impossible et Victoria (Ariane Schluter), sa maîtresse, refuse de le laisser tranquille. Seul Walter (Jaap Spijkers), son collègue, lui permet un semblant d'amitié. 
Désespéré, Edgar se rend chez Herman (Mark Rietman), l'auteur du scénario dans lequel il n'est qu'un personnage. Edgar demande à Herman de remettre un peu de joie dans sa vie, par exemple à travers la rencontre d'une petite amie. Le scénariste accepte et crée Stella (Line Van Wambeke), une femme très séduisante mais difficile à cerner. Toujours insatisfait par les événements, Edgar retourne régulièrement chez Herman afin qu'il modifie le cours de l'histoire. Mais Herman est à son tour agacé par les interférences d'Edgar dans son scénario et décide de le rendre plus incongru et violent.

## Fiche technique
- Titre français : Waiter !
- Titre original : Ober
- Réalisation : Alex van Warmerdam
- Scénario : Alex van Warmerdam
- Photographie : 	Tom Erisman
- Musique : Vincent van Warmerdam
- Montage : Ewin Ryckaert
- Production : Graniet Film BV, La Parti Productions, Verenigde Arbeiders Radio Amateurs
- Société de distribution : A-Film
- Pays d'origine : Pays-Bas et Belgique
- Format : Couleurs
- Genre : Comédie noire
- Date de sortie :
  -  Première mondiale au Festival international du film de Toronto : 10 septembre 2006
  -  : 25 juillet 2007

## Distribution
- Alex van Warmerdam : Edgar
- Ariane Schluter : Victoria
- Jaap Spijkers : Walter
- Mark Rietman : Herman
- Thekla Reuten : Suzie
- Kees Prins : Homme d'affaires 1
- Pierre Bokma : Homme d'affaires 2
- Porgy Franssen : Homme d'affaires 3
- Lyne Renée : Stella
- Waldemar Kobus: Richard
- Fedja van Huêt : Ralph

## Réception
L'accueil critique du film est divisé. Le ton décalé du film ainsi que la mise en abyme sont parfois appréciés. Le créateur démiurge cachant son manque d'originalité derrière une prétendue modernité de l'histoire peut faire écho à Alex van Warmerdam lui-même. Ce film serait l'occasion de justifier ses choix esthétiques.
Cependant, la stylisation à outrance propre au réalisateur s'adresserait à un public d'initiés et laisserait de côté les néophytes. La grisaille parcourant le film aussi bien que la relative faiblesse de la mise en scène empêchent Waiter ! de se prétendre plus qu'une fable divertissante sur la création. Inégal, le film n'atteint pas le niveau des précédents longs-métrages d'Alex van Warmerdam tels que Les Habitants ou La Robe, et l'effet qu'elle produit sur les femmes qui la portent et les hommes qui la regardent,.
Le film a reçu deux Veaux d'or : le prix du meilleur scénario et celui des meilleurs décors.